# Маргарита Французская (герцогиня Савойская)
Маргари́та Французская (фр. Marguerite de France; 5 июня 1523, Сен-Жермен-ан-Ле — 15 сентября 1574, Турин) — французская принцесса, дочь короля Франциска I, представительница династии Валуа, герцогиня Беррийская с 1550 года, жена герцога Савойского Эммануила Филиберта с 1559 года.

## Биография
Маргарита Французская родилась 5 июня 1523 года в замке городка Сен-Жермен-ан-Ле недалеко от Парижа. Она была младшей из семи детей короля Франции Франциска I и его жены Клод. Мать девочки умерла, когда ей был всего год. Позднее Маргарита была очень близка со своей тёткой Маргаритой Наваррской и женой старшего брата, Генриха, Екатериной Медичи.
В 1550 году Маргарите был дарован титул герцогини Беррийской.
В конце 1538 года Франциск I и император Священной Римской империи Карл V пришли к решению о браке сына Карла, Филиппа, и дочери Франциска Маргариты. Но договорённость недолго оставалась в силе, и брак был расстроен. Впоследствии третьей женой Филиппа стала племянница Маргариты, дочь её брата Генриха, Елизавета Валуа.
Брак Маргариты состоялся только через 20 лет. В 1559 году она обвенчалась с герцогом Савойским Эммануилом Филибертом. Невесте к тому времени было тридцать шесть лет, жениху — тридцать один.
Через три года после свадьбы у супругов родился их единственный ребёнок — сын, которого назвали Карл Эммануил.